# Bustin' Out of L Seven
Bustin' Out of L Seven é o segundo álbum de Rick James gravado pela Motown Records é Gordy Records. o álbum é o top R&B hit, "Bustin' Out (Em Funk)".

## Lista de músicas
| # | Título                                             | Duração |
| - | -------------------------------------------------- | ------- |
| 1 | Bustin' Out (On Funk)                              | 5:24    |
| 2 | High on Your Love Suite: One Mo Hit (Of Your Love) | 7:24    |
| 3 | Love Interlude                                     | 1:57    |
| 4 | Spacey Love                                        | 5:50    |
| 5 | Cop N Blow                                         | 5:04    |
| 6 | Jefferson Ball                                     | 7:27    |
| 7 | Fool on the Street                                 | 7:20    |

## Pessoal
- Rick James - vocals, guitar, bass, keyboards
- Oscar Alston - bass
- Levi Ruffin - synthesizer, percussion
- Wally Ali - guitar
- Ernie Fields, Jr. - saxophone
- Al Syzmanski - guitar
- Maxine Willard Waters - background vocals
- Clydene Jackson - background vocals
- Fernando Harkness - tenor saxophone
- Garnett Brown - trombone
- Dorothy Ashby - harp
- Clarence Sims - piano, percussion
- Wayne Jackson - trumpet
- Jackie Ruffin - percussion
- Oscar Brashear - trombone
- Teena Marie - background vocals
- Julia Tillman Waters - background vocals

## Paradas musicais
| Ano  | Melhor Posição | Melhor Posição |
| Ano  | US             | US R&B         |
| ---- | -------------- | -------------- |
| 1979 | 16             | 2              |

## Singles
| Ano  | Single                  | Melhor Posição | Melhor Posição | Melhor Posição |
| Ano  | Single                  | US             | US R&B         | US Dance       |
| ---- | ----------------------- | -------------- | -------------- | -------------- |
| 1979 | "Bustin' Out (On Funk)" | 71             | 8              | —              |
| 1979 | "Fool on the Street"    | —              | 35             | —              |